# Losilla de Alba
Losilla de Alba es un pequeño pueblo de unos 90 habitantes, situado en la provincia de Zamora (España), en la comarca de Alba, a unos 35 kilómetros de la capital.

## Introducción
Losilla de Alba es un pequeño pueblo de unos 90 habitantes, situado en la provincia de Zamora (España), en la comarca de Alba, a unos 35 kilómetros de la capital.
Losilla es una pedanía, perteneciente al Ayuntamiento de Santa Eufemia del Barco (que agrupa a los pueblos de Santa Eufemia del Barco, Losilla de Alba y San Pedro de las Cuevas), gobernado en la actualidad por José Antonio Calvo Fidalgo.

## Situación
Limita al norte con Perilla de Castro, al sur con Carbajales de Alba, al este con Santa Eufemia del Barco, al oeste con Marquiz de Alba, al sureste con Manzanal del Barco, y al noroeste con Olmillos de Castro.

## Economía
Situado en un paraje muy austero, es un pueblo cuya economía local se basa en la agricultura (secano principalmente), y la ganadería (ovino, bovino, porcino). Cuenta también con algunas empresas que se dedican al sector de la construcción, y con una empresa dedicada al sector de la hostelería.

## Monumentos
Cabe destacar la Iglesia de Nuestra Señora de la Asunción, que cuenta con un magnífico retablo del siglo XVI, con un interés artístico importante. Consta de siete tablas pintadas que representan el Nacimiento, la Natividad de San Juan, la Presentación, la Epifanía, la Asunción, la Resurrección y el Calvario. Las tablas están unidas por una marquetería renacentista y columnas abalastradas.

## Fiestas Patronales
Sus fiestas patronales se celebran el 3 de febrero (San Blas), y los días 15 y 16 de agosto, en honor a la patrona del pueblo, Nuestra Señora de la Asunción. Mención especial merecen las fiestas que se celebran en honor a San Antonio (17 de enero), por el cual hay una gran devoción en el pueblo, y en honor a San Isidro Labrador (15 de mayo).